# Neoripersia miscanthicola
Neoripersia miscanthicola är en insektsart som först beskrevs av Takahashi 1937.  Neoripersia miscanthicola ingår i släktet Neoripersia och familjen ullsköldlöss.
Artens utbredningsområde är Taiwan. Inga underarter finns listade i Catalogue of Life.